# Ferdinand-Olivier Petitpierre
Ferdinand-Olivier Petitpierre (* 23. August 1722 in Couvet; † 14. Februar 1790 in Neuenburg) war ein Schweizer evangelischer Geistlicher.

## Leben

### Familie
Ferdinand-Olivier Petitpierre war der Sohn von Henri-David Petitpierre (* 1683 in Couvet; † 23. Mai 1761 in La Chaux-de-Fonds), Gerichtsherr und Bürgermeister von Les Verrières und dessen Ehefrau Susanne-Marie (* 1686 in Couvet; † Dezember 1764 in Neuenburg), Tochter des Gerichtsherrn Claude Petitpierre (1640–1686); er hatte noch zwölf Geschwister, zu diesen gehörte unter anderem 
- Louis-Frédéric Petitpierre (* 2. Oktober 1712 in Couvet; † 4. September 1787 in Neuenburg)[3], evangelischer Geistlicher.

Seit 1772 war er mit Susannah Mary (geb. Egly) verheiratet.

### Werdegang
Ferdinand-Olivier Petitpierre erhielt ab 1740 eine Ausbildung zum Pfarrer bei Jean-Frédéric Ostervald in Neuenburg; 1746 erfolgte seine Ordination.
Von 1747 bis 1749 war er Prädikant in Cornaux, darauf von 1749 bis 1755 Diakon in Valangin und seit 1755 Pfarrer in Les Ponts-de-Martel. Nachdem er 1759 Pfarrer in La Chaux-de-Fonds geworden war, wurde er am 6. August 1760 seines Amtes enthoben, weil er seit 1754 wiederholt in seinen Predigten behauptet hatte, dass die Höllenstrafen, aufgrund der Gnade Gottes, nicht ewig dauern würden; 1762 wanderte er wegen des Streits nach England aus. 1777 kehrte er wieder zurück.

### Geistliches und berufliches Wirken
Ferdinand-Olivier Petitpierre behauptete in seinen Predigten, dass die Höllenstrafen nicht ewig dauern würden, weil Gott zwar die Sünde hasste, aber nicht den Sünder. Hierbei kam es zu einem Streit mit Charles-Daniel Prince (1689–1762), Pfarrer in La Sagne, und Georges-Louis Liomin (1724–1784), Pfarrer in Péry, die Verfechter der Lehre von der Unendlichkeit der Höllenstrafen waren. Georges-Louis Liomin publizierte hierzu auch 1760 die Schrift Préservatif contre les opinions erronées qui se répandent au sujet de la durée des peines de la vie à venir. 
Er erhielt in dieser Frage zwar Unterstützung durch Jean-Frédéric Ostervald, Samuel Meuron (1703–1777), Generalkommissar des Fürstentums Neuenburg, das der Verwaltung des preussischen Königs Friedrich II. unterstand, sowie durch George Keith (1693–1778), preussischer Gouverneur des Fürstentums. Er zeigte sich jedoch reuig und wurde darauf zum Pfarrer in La Chaux-de-Fonds gewählt. Weil er die Behauptung jedoch weiterhin wiederholte, wurde er in diesem kirchlich-politischen Konflikt von der Compagnie des pasteurs seines Amtes enthoben und des Landes verwiesen. Er emigrierte daraufhin nach London und konnte auf dem Weg dorthin noch einige Zeit bei dem Arzt und Naturforscher Abraham Gagnebin wohnen. Nach seiner Rückkehr nach Neuenburg 1777 entwarf er eine Neuorganisation des Theologiestudiums, die jedoch nicht umgesetzt wurde. 
Ferdinand-Olivier Petitpierre war unter anderem befreundet mit dem Uhrmacher Pierre Jaquet-Droz (1721–1790). 

## Schriften (Auswahl)
- Apologie de Mr. Petitpierre, Pasteur de l'église de La Chaux de Fonds. 1760.
- Drey Abhandlungen von denen Höllen-Strafen und Deren Dauer. 1763.
- Le plan de Dieu envers les Hommes, tel qu'il l'a manifesté dans la Nature et dans la Grâce. Hamburg: François Fauche & Compagnie, 1786.
- Essai sur les études à faire dans le College de Neuchâtel. Neuenburg 1787.
- Thoughts on the Divine goodness, relative to the government of moral agents, particularly displayed in future rewards and punishments. Edinburgh 1789.